# TT99
TT99 (Theban Tomb 99) è la sigla che identifica una delle Tombe dei Nobili ubicate nell’area della cosiddetta Necropoli Tebana, sulla sponda occidentale del Nilo dinanzi alla città di Luxor, in Egitto. Destinata a sepolture di nobili e funzionari connessi alle case regnanti, specie del Nuovo Regno, l'area venne sfruttata, come necropoli, fin dall'Antico Regno e, successivamente, sino al periodo Saitico (con la XXVI dinastia) e Tolemaico.

## Titolare
TT99 era la tomba di:
| Titolare | Titolo                                                          | Necropoli           | Dinastia/Periodo                              | Note                                                             |
| -------- | --------------------------------------------------------------- | ------------------- | --------------------------------------------- | ---------------------------------------------------------------- |
| Sennefer | Supervisore ai sigilli; Supervisore alla terra dell'oro di Amon | Sheikh Abd el-Qurna | XVIII dinastia (Thutmosi III-Amenhotep II-?-) | versante sud-est della collina; sopra la TT95 e a est della TT93 |

## Biografia
Unici dati biografici rilevabili, il nome della madre, Sid-hout, e della moglie, Taimaw.

## La tomba
La tomba è costituita da una sala trasversale con struttura planimetrica a "T" rovesciata, tipica delle tombe del periodo. Un breve corridoio dà accesso alla sala trasversale sulle cui pareti (1) il defunto offre libagioni su un braciere; il defunto (2) riceve un tesoro; il defunto (3) riceve mandato da Thutmosi III di recarsi in Libano; il defunto ispeziona lavoratori (4). Un rilievo, su due registri (5) (danneggiato), mostra il defunto e tracce di file di soldati e cavalli, nonché un siriano e un egizio che trainano un pesante carico; il testo indica che si tratta dei tributi recuperati in Libano e portati a Thutmosi III. Un passaggio, sulle cui pareti (6) è rappresentata una doppia scena del defunto che adora Osiride, adduce a una sala perpendicolare alla precedente: il defunto (7-8) riceve il bestiame e ispeziona le suppellettili funerarie.
Un breve corridoio immette in una seconda sala trasversale con due grandi pilastri: su uno (A) il defunto riceve regali per la festa del Nuovo Anno dalla moglie (?) e da alcuni familiari (?), sull'altro (B), frammenti di testo con i titoli del defunto. Sulle pareti: testi autobiografici (9); fanciulle che preparano un letto (10), con candele, statue di Bes, protettore del sonno, scatole e ceste. Poco discosto (11-12) scene della processione funeraria con trasporto di suppellettili e liste delle offerte; frammenti di un inno a Osiride (13) e (14) un uomo e una donna che officiano riti sulla mummia. Due preti (15) con liste di offerte dinanzi al defunto e alla moglie; una nicchia, sul lato più lungo della sala (16), presenta una doppia scena del defunto dinanzi ad Anubi nella sua forma di sciacallo.

### Annotazioni
1. ↑  La numerazione dei locali e delle pareti segue quella di Porter e Moss 1927, pp. 204-206.
2. ↑  La prima numerazione delle tombe, dalla numero 1 alla 253, risale al 1913 con l’edizione del "Topographical Catalogue of the Private Tombs of Thebes" di Alan Gardiner e Arthur Weigall. Le tombe erano numerate in ordine di scoperta e non geografico; ugualmente in ordine cronologico di scoperta sono le tombe dalla 253 in poi.
3. ↑  I campi della Duat, ovvero l'aldilà egizio, si trovavano, secondo le credenze, proprio sulla riva occidentale del grande fiume.
4. ↑  Nella sua epoca di utilizzo, l'area era nota come "Quella di fronte al suo Signore" (con riferimento alla riva orientale, dove si trovavano le strutture dei Palazzi di residenza dei re e i templi dei principali dei) o, più semplicemente, "Occidente di Tebe".
5. ↑  le Tombe dei Nobili, benché raggruppate in un'unica area, sono di fatto distribuite su più necropoli distinte.
6. ↑  Le note, sovente di inquadramento topografico della tomba, sono tratte dal "Topographical Catalogue" di Gardiner e Weigall, ed. 1913 e fanno perciò riferimento alla situazione dell'epoca.

### Fonti
1. ↑  Gardiner e Weigall 1913.
2. ↑  Donadoni 1999,  p. 115.
3. 1 2  Porter e Moss 1927,  p. 204.
4. ↑  Gardiner e Weigall 1913, pp. 24-25.
5. ↑  Porter e Moss 1927,  pp. 204-206.